# North Lanarkshire
North Lanarkshire (gael. Siorrachd Lannraig a Tuath) – jednostka administracyjna (council area) w środkowej Szkocji, na wschód od aglomeracji Glasgow. Ośrodkiem administracyjnym jest Motherwell. Jednostka zajmuje powierzchnię 470 km², a zamieszkana jest przez 337 720 osób (2011).
Jednostka zajmuje północną część historycznego hrabstwa Lanarkshire, a także fragmenty dawnych hrabstw Stirlingshire i Dunbartonshire. Położona jest na Nizinie Środkowoszkockiej. Na jej północnym skraju znajduje się pasmo wzgórz Kilsyth Hills. W przeszłości obszar ten był znaczącym ośrodkiem wydobycia węgla i hutnictwa stali.